# Mistrzostwa Polski w Kombinacji Norweskiej 1923
Mistrzostwa Polski w Kombinacji Norweskiej 1923 – 4. w historii zawody o mistrzostwo Polski w kombinacji norweskiej, które odbyły się 10 i 11 marca 1923 roku w Sławsku.
Podobnie jak rok wcześniej na podium zawodów stanęło 3 zawodników reprezentujących klub SNPTT Zakopane – złoty medal zdobył Andrzej Krzeptowski I, srebrny Henryk Mückenbrunn, a brązowy Aleksander Rozmus. Na 4. pozycji uplasował się z kolei Eugeniusz Kaliciński, a w zawodach startował także Szczepan Witkowski.

## Wyniki konkursu
Źródła:
| Miejsce | Zawodnik              | Klub           | Punkty |
| ------- | --------------------- | -------------- | ------ |
| 1.      | Andrzej Krzeptowski I | SNPTT Zakopane | 1,61   |
| 2.      | Henryk Mückenbrunn    | SNPTT Zakopane | 1,80   |
| 3.      | Aleksander Rozmus     | SNPTT Zakopane | 2,01   |
| 4.      | Eugeniusz Kaliciński  | AZS Kraków     | 3,07   |
| ?       | Szczepan Witkowski    | Czarni Lwów    | b.d.   |